# Canton de Montpont-en-Bresse
Le canton de Montpont-en-Bresse est une ancienne division administrative française située dans le département de Saône-et-Loire et la région Bourgogne-Franche-Comté.

## Géographie
Ce canton était organisé autour de Montpont-en-Bresse dans l'arrondissement de Louhans. Son altitude variait de 174 m (La Chapelle-Thècle) à 213 m (Montpont-en-Bresse).
Il bordait les cantons suivants : le Canton de Louhans, le Canton de Cuisery, le Canton de Cuiseaux, le Canton de Montret, le Canton de Tournus et le Canton de Saint-Trivier-de-Courtes (Ain)

## Histoire
De 1833 à 1848, les cantons de Cuisery et de Montpont avaient le même conseiller général. Le nombre de conseillers généraux était limité à 30 par département.

## Représentation

### Conseillers d'arrondissement (de 1833 à 1940)
| Période                                  | Période      | Identité                                  | Étiquette    | Qualité |
| ---------------------------------------- | ------------ | ----------------------------------------- | ------------ | --- |
| 1833                                     | 1848         | Jean Baptiste Sixdeniers (1782-1853)      |              | Propriétaire à Montpont                                                                                     |
| 1848                                     | 1867         | Louis Gabriel Loisy fils (1817-1880)      |              | Greffier de la justice de paix, domicilié à Sainte-Croix-en-Bresse                                          |
| 1867                                     | 1877         | Louis Marie Constantin Rouget (1822-1894) |              | Notaire à Montpont                                                                                          |
| 1877                                     | 1883         | Edouard Pernaton                          | Républicain  | Juge de paix, maire de Montpont                                                                             |
| 1883                                     | 1889         | François Mathy (1837-1913)                |              | Cultivateur, maire de La Chapelle-Thècle                                                                    |
| 1889                                     | 1895 (décès) | Claude Trontin                            | Conservateur | Cultivateur, maire de Montpont                                                                              |
| 1895                                     | 1912 (décès) | Jean-Pierre Nicot                         |              | Marchand de bois à Montpont                                                                                 |
| juil. 1912                               | 1919         | André Morel                               | Radical      | Géomètre expert, maire de Montpont                                                                          |
| 1919                                     | 1925         | Léon Bouvier (1877-1927)                  |              | Minotier à La Chapelle-Thècle                                                                               |
| 1925                                     | 1940         | Constantin Bourgeois                      | Radical      | Maire de Montpont                                                                                           |
| 1940                                     |              |                                           |              | Les conseils d'arrondissement ont été suspendus par la loi du 12 octobre 1940 et n'ont jamais été réactivés |
| Les données manquantes sont à compléter. |              |                                           |              | |

### Conseillers généraux de 1833 à 2015
| Période | Période           | Identité                          | Étiquette       | Qualité                                                                        |
| ------- | ----------------- | --------------------------------- | --------------- | ------------------------------------------------------------------------------ |
| 1833    | 1845              | Louis François Ronget             | Constitutionnel | Notaire à Montpont-en-Bresse                                                   |
| 1845    | 1871              | Frédéric Ronget fils du précédent | Droite          | Notaire et propriétaire à Montpont-en-Bresse                                   |
| 1871    | 1883 (démission)  | Joseph Olivier Ronget             |                 | Notaire à Montpont-en-Bresse                                                   |
| 1883    | 1885 (démission)  | Michel Saulnier                   |                 | Propriétaire, adjoint au maire de Varennes-Saint-Sauveur                       |
| 1885    | 1892              | Albert Denis Marie Léonard Favier | Droite          | Géomètre, propriétaire, adjoint au Maire de Ménetreuil                         |
| 1892    | 1914 (décès)      | Lucien Ravel-Chapuis              | Rad.            | Professeur au collège de Louhans Propriétaire à La Chapelle-Thècle             |
| 1914    | 1919              | siège vacant                      |                 |                                                                                |
| 1919    | 1928              | André Morel                       | Rad.            | Géomètre-expert, maire de Montpont, conseiller d'arrondissement                |
| 1928    | 1932 (décès)      | Lucien Mathy                      | Rad.            | Minotier, maire de Montpont-en-Bresse                                          |
| 1933    | 1940              | Léon Blondin                      | SFIO            | Négociant en vins Maire de Ménetreuil                                          |
|         |                   |                                   |                 |                                                                                |
| 1942    | 1945              | Marcel Cureau (1890-1977)         |                 | Cultivateur Maire de La Chapelle-Thècle Nommé conseiller départemental en 1942 |
|         |                   |                                   |                 |                                                                                |
| 1945    | 1964              | Léon Blondin (1909-1986)          | SFIO            | Cultivateur Maire de Ménetreuil                                                |
| 1964    | 1982              | Emile Badoux (1910-1989)          | Rad. puis MRG   | Maire de Montpont-en-Bresse                                                    |
| 1982    | 1983 (annulation) | Raymond Paquelier (1945-2018)     | app.PS          | Maire de La Chapelle-Thècle (1971-2014)                                        |
| 1983    | 2008              | Noël Cureau (1942-2016)           | UDF             | Entrepreneur de maçonnerie Maire de Montpont-en-Bresse                         |
| 2008    | 2015              | Roland Sixdenier                  | UMP             | Ingénieur Ancien Maire de Sainte-Croix-en-Bresse                               |

## Composition
Le canton de Montpont-en-Bresse regroupait 5 communes et comptait 3 085 habitants (recensement de 2009 avec la population municipale).
| Nom                    | Code Insee | Intercommunalité                | Superficie (km2) | Population (dernière pop. légale) | Densité (hab./km2) |
| ---------------------- | ---------- | ------------------------------- | ---------------- | --------------------------------- | ------------------ |
| Bantanges              | 71018      | CC Terres de Bresse             | 10,73            | 557 (2014)                        | 52                 |
| La Chapelle-Thècle     | 71097      | CC Terres de Bresse             | 16,48            | 449 (2014)                        | 27                 |
| Ménetreuil             | 71293      | CC Terres de Bresse             | 15,04            | 402 (2014)                        | 27                 |
| Montpont-en-Bresse     | 71318      | CC Terres de Bresse             | 37,46            | 1 100 (2014)                      | 29                 |
| Sainte-Croix-en-Bresse | 71401      | CC Bresse Louhannaise Intercom' | 20,87            | 629 (2014)                        | 30                 |

## Démographie
| 1962  | 1968  | 1975  | 1982  | 1990  | 1999  | 2006  | 2007  | 2008  | 2009  |
| ----- | ----- | ----- | ----- | ----- | ----- | ----- | ----- | ----- | ----- |
| 3 238 | 3 663 | 3 320 | 3 117 | 2 908 | 2 738 | 2 947 | 2 966 | 3 015 | 3 085 |